# Nervio sural
El nervio sural es un nervio sensorial en la región de la pantorrilla (sura) de la pierna del ser humano. Está formado por dos ramificaciones colaterales del nervio tibial y del nervio fibular común. Dos ramas subcutáneas, la medial y la lateral, forman el nervio sural. La rama cutánea media nace en el nervio tibial, y la rama lateral nace en el nervio fibular común. El nervio tibial y el nervio fibular común nacen donde el nervio ciático se divide en dos ramas en el hueco poplíteo.
Donde el nervio tibial corre a lo largo de la pierna en el hueco poplíteo, y antes de que se ubique debajo del gastronemio, posee una rama cutánea que se denomina nervio sural cutáneo medio. Este nervio se emplaza lateralmente a lo largo de la cabeza lateral del gastronemio. El nervio fibular común también posee una pequeña ramificación cutánea que es el nervio sural cutáneo lateral. En donde el nervio fibular común se divide del nervio ciático, el mismo corre paralelo a la sección distal del músculo bíceps femoral y hacia el extremo fibular. La rama cutánea pequeña se forma en la zona donde el nervio fibular común busca el extremo fibular. Luego el nervio continúa hacia la zona inferior de la pierna por el lado lateral posterior, luego corre posterior al maléolo lateral donde corre por dentro de la pierna hasta la recubierta del tendón fibular y alcanza la tuberosidad lateral del dedo pequeño del pie, donde se ramifica.

## Función
El nervio transmite señales sensoriales de la parte lateral posterior de la pierna y del lateral del pie y del quinto dedo hacia la espina vertebral y el cerebro.

## Galería

Nervios cutáneos en la extremidad derecha inferior. Vistas frontal y posterior.
Diagrama de la distribución de segmentos de los nervios cutáneos de la planta del pie.
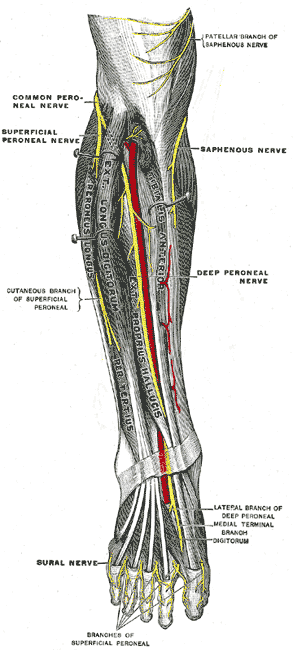
Nervios profundos en la parte anterior de la pierna.
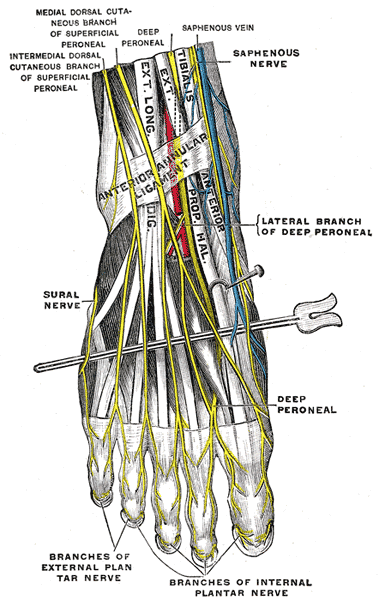
Nervios del dorso del pie.